# OR4N5
OR4N5 (англ. Olfactory receptor family 4 subfamily N member 5) – білок, який кодується однойменним геном, розташованим у людей на короткому плечі 14-ї хромосоми. Довжина поліпептидного ланцюга білка становить 308 амінокислот, а молекулярна маса — 34 696.
| 10         |  | 20         |  | 30         |  | 40         |  | 50         |
| ---------- |  | ---------- |  | ---------- |  | ---------- |  | ---------- |
| METQNLTVVT |  | EFILLGLTQS |  | QDAQLLVFVL |  | VLIFYLIILP |  | GNFLIIFTIK |
| SDPGLTAPLY |  | FFLGNLALLD |  | ASYSFIVVPR |  | MLVDFLSEKK |  | VISYRSCITQ |
| LFFLHFLGAG |  | EMFLLVVMAF |  | DRYIAICRPL |  | HYSTIMNPRA |  | CYALSLVLWL |
| GGFIHSIVQV |  | ALILHLPFCG |  | PNQLDNFFCD |  | VPQVIKLACT |  | NTFVVELLMV |
| SNSGLLSLLC |  | FLGLLASYAV |  | ILCRIREHSS |  | EGKSKAISTC |  | TTHIIIIFLM |
| FGPAIFIYTC |  | PFQAFPADKV |  | VSLFHTVIFP |  | LMNPVIYTLR |  | NQEVKASMRK |
| LLSQHMFC   |  |            |  |            |  |            |  |            |

A: Аланін

C: Цистеїн

D: Аспарагінова кислота

E: Глутамінова кислота

F: Фенілаланін

G: Гліцин

H: Гістидин

I: Ізолейцин

K: Лізин

L: Лейцин

M: Метіонін

N: Аспарагін

P: Пролін

Q: Глутамін

R: Аргінін

S: Серин

T: Треонін

V: Валін

W: Триптофан

Кодований геном білок за функціями належить до рецепторів, g-білокспряжених рецепторів, білків внутрішньоклітинного сигналінгу. 
Локалізований у клітинній мембрані, мембрані.